# Carlyn Steiner
Carlyn Steiner – amerykańska brydżystka, World Grand Master (WBF).

## Wyniki brydżowe

### Olimpiady
Na olimpiadach uzyskała następujące rezultaty:
| Olimpiady brydżowe. Zawody teamów | Olimpiady brydżowe. Zawody teamów | Olimpiady brydżowe. Zawody teamów | Olimpiady brydżowe. Zawody teamów | Olimpiady brydżowe. Zawody teamów | Olimpiady brydżowe. Zawody teamów |
| Rok                               | Miejsce                           | Zawody                            | Kategoria                         | Drużyna                           | Pozycja                           |
| --------------------------------- | --------------------------------- | --------------------------------- | --------------------------------- | --------------------------------- | --------------------------------- |
| 2004                              | Stambuł                           | 12. Olimpiada Teamów              | Kobiety                           | USA                               | 2                                 |

### Zawody światowe
W światowych zawodach zdobyła następujące lokaty:
| 2007 | Szanghaj    | 38. Mistrzostwa Świata Teamów | Trans   | Seamon-Molson | 12 |
| 2006 | Werona      | 12. Mistrzostwa Świata        | Kobiety | Steiner       | 1  |
| 2002 | Montreal    | 11. Mistrzostwa Świata        | Kobiety | Letizia       | 17 |
| 2000 | Maastricht  | 11. Olimpiada Brydżowa        | Miksty  | Steiner       | 60 |
| 1994 | Albuquerque | 9. Mistrzostwa Świata         | Kobiety | Tornay        | 3  |

| Mistrzostwa Świata. Konkurencja par | Mistrzostwa Świata. Konkurencja par | Mistrzostwa Świata. Konkurencja par | Mistrzostwa Świata. Konkurencja par | Mistrzostwa Świata. Konkurencja par | Mistrzostwa Świata. Konkurencja par |
| Rok                                 | Miejsce                             | Zawody                              | Kategoria                           | Partner                             | Pozycja                             |
| ----------------------------------- | ----------------------------------- | ----------------------------------- | ----------------------------------- | ----------------------------------- | ----------------------------------- |
| 2010                                | Filadelfia                          | 13. Mistrzostwa Świata              | Kobiety                             | Janice Seamon-Molson                | 21                                  |
| 2006                                | Werona                              | 12. Mistrzostwa Świata              | Kobiety                             | Marinesa Letizia                    | 26                                  |
| 2002                                | Montreal                            | 11. Mistrzostwa Świata              | Kobiety                             | Marinesa Letizia                    | 19                                  |
| 2002                                | Montreal                            | 11. Mistrzostwa Świata              | Miksty                              | John Mohan                          | 109                                 |
| 1994                                | Albuquerque                         | 9. Mistrzostwa Świata               | Kobiety                             | Lynne Feldman                       | 33                                  |
| 1994                                | Albuquerque                         | 9. Mistrzostwa Świata               | Miksty                              | George Steiner                      | 27                                  |

### Zawody europejskie
W europejskich zawodach zdobyła następujące lokaty:
| Zawody europejskie. Konkurencja teamów | Zawody europejskie. Konkurencja teamów | Zawody europejskie. Konkurencja teamów | Zawody europejskie. Konkurencja teamów | Zawody europejskie. Konkurencja teamów | Zawody europejskie. Konkurencja teamów |
| Rok                                    | Miejsce                                | Zawody                                 | Kategoria                              | Drużyna                                | Pozycja                                |
| -------------------------------------- | -------------------------------------- | -------------------------------------- | -------------------------------------- | -------------------------------------- | -------------------------------------- |
| 2005                                   | Teneryfa                               | 2. Otwarte Mistrzostwa Europy          | Kobiety                                | USA/Russia                             | 3                                      |

## Klasyfikacja
- Carlyn Steiner – klasyfikacja WBF (ang.)